# Военно-спортивная группа Гофмана
Военно-спортивная группа Гофмана (нем. Wehrsportgruppe Hoffmann) — неонацистская вооружённая преступная группировка, орудовавшая с 1973 по 1980 годы в Германии. Разгромлена и запрещена в 1980 году, фигурирует в Федеральном списке запрещённых правоэкстремистских организаций ФРГ.

## История

### Общая структура организации

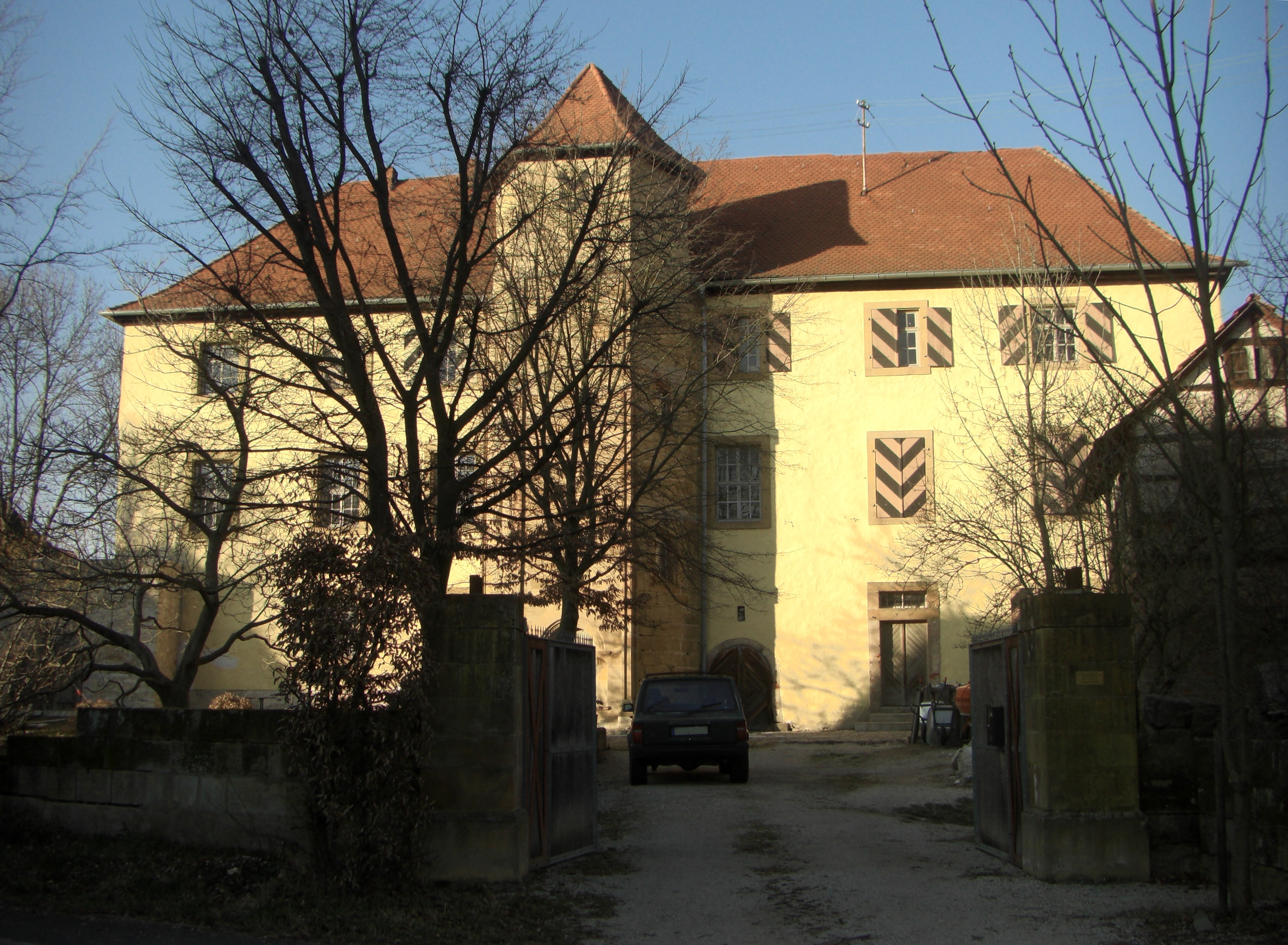
Замок Эрмройт, бывший штаб-квартирой военно-спортивной группы

Организация основана в 1973 году Карлом-Хайнцем Гофманом. Штабом её с 1974 года являлся замок Альмосхоф, с 1978 года замок Эрмройт в Нойнкирхене-ам-Бранде (в годы существования Третьего Рейха там находилась школа гауляйтеров НСДАП). В группе действовал принцип вождизма (руководителем и вождём был тот же Гофман). Сам он называл её «военной организацией, в перспективе добровольным объединением». Отбор кандидатов в организацию был очень строгим, но регулярно внутри самой организации проводилась проверка безопасности и велось постоянное наблюдение за уже действующими членами в целях борьбы с двойными агентами. В организации предполагалось коллективное принятие решений, однако последнее слово оставалось, как правило, чаще всего за Гофманом.
Группа базировалась непосредственно в Баварии, однако действовала за её пределами. Её союзниками были такие военизированные банды, как «Штурмабтайлунг 7» из Франкфурта-на-Майне. Гофман также упоминал о соратниках из Тюбингена, Кёльна и Бонна. С января 1979 года он издавал журнал «Kommando — Zeitung für den europäischen Freiwilligen» (с нем. — «Коммандо-журнал для европейских добровольцев»), более известный под сокращённым названием WSG-Zeitung.

### Идеология
Придерживавшаяся идеологии неонацизма и панъевропейского национализма военно-спортивная группа Гофмана выступала против демократии в любой её форме и придерживалась принципов активной революции — поддерживала ведение гражданской войны и приход к власти путём переворота. В своём «Первом манифесте движения для достижения рациональной прагматической социальной иерархии» (нем. 1. Manifest der Bewegung zur Verwirklichung der Rational Pragmatischen Sozial Hierarchie) Гофман сформулировал 19 принципов своего движения. Он признался, что был абсолютно уверен в том, что мир затеряется в море идеологий, политических и экономических убеждений при дальнейшем действовавшем развитии страны, поэтому призывал к радикальному изменению всей жизни страны во всех областях. Существовавшая система должна быть разрушена и сменена после того, как появятся руководящие структуры производительности и выбора принципа самоуправления на предприятиях, а государственная власть должна быть вообще сброшена с вершины иерархии управления государством. Национальная община должна, по мнению Гофмана, стать основной формой правления и негласным правительством. Выборы он предлагал запретить, а профсоюзы и церкви объединить.

### Акции
Первое публичное выступление Гофман организовал в 1974 году. Мероприятия правых организаций Гофман организовывал в актовых залах различных школ. Выступления не обходились без драк и беспорядков: 4 декабря 1976 в Университете Тюбингена сторонники Гофмана устроили массовую потасовку с антифашистами: в результате несколько протестовавших против неонацистов были госпитализированы. 22 июля 1978 в памятных мероприятиях, посвящённых Адольфу Гитлеру, при поддержке дружеских организаций АНС/НА и неонацистов с символикой Зарубежной организацией НСДАП Гофман и его соратники вступили в массовую драку с полицейскими в Лентфёрдене.
Быстрыми темпами военно-спортивная группа Гофмана стала крупнейшей неонацистской бандой, которая поддерживала неонацистов по всей стране и была фактически их руководящей организацией. Активное сотрудничество она вела с молодёжью из Викингюгенда и группировкой VSBD. Именно Гофман способствовал появлению в неонацистском мире личности Михаэля Кюнена и его военно-спортивной группы «Вервольф».

### Финансирование
Финансирование группы Гофмана велось на добровольной основе исключительно за счёт пожертвований. Для этого Гофман в 1976 году организовал «Круг друзей содействия военно-спортивной группе Гофмана» (нем. Freundeskreis zur Förderung der Wehrsportgruppe Hoffmann). Бруно Вайганд описывал цель создания группы следующим образом:

Военно-спортивная группа Гофмана организовывала развлекательные мероприятия во многих городах Германии и Австрии для вооружённых сил и контактировала со многими похожими ассоциациями. В предполагаемой сфере деятельности было очевидно: для поддержания военно-спортивной группы нужны те материальные ресурсы, добыть которые не может в одиночку ни один человек. По этой причине «Круг друзей содействия военно-спортивной группе Гофмана» поставил задачу организации создать материальные условия для сохранения и распространения дальнейшей деятельности группы.
Оригинальный текст (нем.)Die WSG Hoffmann-Truppe unterhält in vielen Städten Deutschlands und Österreichs Truppen, sie pflegt Kontakte mit vielen artverwandten Vereinigungen. Der angedeutete Umfang macht deutlich, daß die Unterhaltung der WSG Hoffmann-Truppe materielle Mittel benötigt, die über die Möglichkeit einer einzelnen Person weit hinausgehen. Aus diesem Grunde hat sich ein «Freundeskreis zur Förderung der Wehrsportgruppe Hoffmann» die Aufgabe gestellt, die materiellen Voraussetzungen zur Erhaltung und Ausbreitung der WSG zu organisieren.

В марте 1978 году в парламент Баварии поступил запрос об источниках финансирования группы, и правительство Баварии подтвердило финансирование группы через «Круг друзей», куда входили около 400 человек. К несчастью, в правительстве заявили, что прекратить финансирование путём вмешательства извне не является возможным.
Согласно свидетельствам Рейнхарда Опитца, Анетт Линке и Герхард Фрей состояли в группе и были основными её финансистами. Попытка Опитца дискредитировать Линке путём судебного иска провалилась: Райнер Фромм заявил, что проверить факт о присутствии Линке в круге друзей группы не представлялось возможным, а сама она посещала собрания группы Гофмана по собственному желанию в любое время. В 1977 году одно из таких пожертвований в размере 8 тысяч марок было перечислено именно при помощи Линке: часто средства группа передавала на поддержку Немецкого народного союза.

### Запрет
Деятельность группы была запрещена 30 января 1980 решением Федерального главы МВД Герхарта Баума, а сама группа прекратила существование. Суд постановил, что группы пыталась в агрессивном виде разрушить конституционный порядок ФРГ и ликвидировать республику как таковую. Глава МВД Баварии Герольд Тандлер назвал фактической причиной запрета страх очернить Германию в глазах Запада, что привело бы к постоянным оскорблениям по причине наличия «полусумасшедших фантазёров». Спецслужбы ФРГ захватили во время облавы в трёх федеральных землях 18 грузовиков с личными вещами боевиков группы Гофмана. В числе захваченного материала оказался пропагандистский материал организации «Стальной шлем», огромное количество винтовок, пистолетов, патронов, штыков и ручных гранат. Численность группы на день запрета составляла около 400 человек.

## После запрета
Гофман не прекратил свою деятельность и в январе 1980 года скрылся в Ливане, где снова стал создавать вооружённую организацию. У него были очень хорошие контакты с Организацией освобождения Палестины. При поддержке организации Unified Security Apparatus и под руководством Абу Айяда в лагере Бир Хасан на юге Бейрута начали свою подготовку боевики Гофмана в составе Зарубежной военно-спортивной группы. Целью группы стала война против федеральных служб ФРГ путём организации террористических актов и подготовка к становлению диктатуры.
26 сентября 1980 Гундольф Кёлер, член группы Гофмана, организовал теракт на Октоберфесте, взорвав бомбу во время празднования. В результате погибли 13 человек (в том числе и Кёлер), а более 200 получили ранения. Прокуратура ФРГ не сумела найти доказательства того, что Кёлер действовал по указке Гофмана; дело о взрыве до сих пор остаётся нераскрытым. По некоторым версиям, у Кёлера были сообщники. 19 декабря того же года произошёл ещё один теракт: бывший глава еврейской общины Нюрнберга Шломо Левин и его жена Фрида Пошке были застрелены в Эрлангене. Убийцей оказался Уве Берендт, также состоявший в группе Гофмана. Левин неоднократно предупреждал немцев о том, что Гофман не прекратил деятельность и продолжает из-за границы подрывать стабильность в стране. Расследование показало, что на месте был обнаружен пистолет «Беретта», принадлежащий Гофману, а также стакан с отпечатками пальцев Франциски Гофман, жены Карла-Хайнца. Берендт бежал в Ливан, где 16 сентября 1981 совершил суицид в военном лагере. Позднее группу обвиняли в похищениях и издевательствах над людьми, а также в покушении на федерального прокурора Курта Ребманна. В 1981 году Ребманн, однако, приказал прекратить уголовное дело, поскольку группа Гофмана не была зарегистрирована на территории ФРГ, а привлечь её к ответственности по юридическим нормам как террористическую организацию не представлялось возможным.

## Связи со спецслужбами
В одной из листовок Круга друзей по содействию военно-спортивной группы Гофмана, распечатанной в 1976 году экстремистом Петером Вайнманном, упоминалось Информационное агентство Бонна. Вайманн был известен под псевдонимом «Вернер» и, по собственному признанию, сотрудничал с Федеральной службой защиты конституции ФРГ и её отделением в Кёльне в 1968—1977 годах, о чём свидетельствуют документы Штази, датируемые до 1986 года. Факты об этом всплыли в 1994 году во время судебного процесса в Колбенце: тройной агент под именем Рёмер сознался в том, что в 1980 году тайно записался в Штази. В 1995 году его приговорили за измену на 9 месяцев тюрьмы условно. Тот же Вайнманн в 1973 году с согласия Гофманна продал в WDR самодельный фильм группы «Redaktion Monitor» за сумму в 400 дойчмарок.
В 1970-х годов, по данным Регине Игель, Штази сумел переманить нескольких неонацистов для сотрудничества. Одфрид Хепп с 1982 года работал в Штази в качестве неофициального сотрудника: в обмен на замалчивание своего прошлого спецслужбами он оказывал поддержку палестинцам на Ближнем Востоке, а также занимался антиамериканской пропагандой.

## Известные деятели
Среди известных членов военно-спортивной группы фигурировали следующие лица
- Карл-Хайнц Гофман (глава организации)
- Уве Берендт (заместитель главы)
- Кай Уве Бергманн
- Штеффен Дуппер
- Ганс-Петер Фраас[18][21][22][23]
- Петер Гамбергер
- Одфрид Гепп
- Вальтер Кексель
- Гундольф Кёлер
- Уве Майнка
- Арндт Маркс
- Антон Пфалер
- Штефан Вагнер